# Kostel Nanebevzetí Panny Marie (Přísečnice)
Římskokatolický kostel Nanebevzetí Panny Marie stával v zaniklém městě Přísečnici v okrese Chomutov. Do svého zániku býval farním kostelem přísečnické farnosti.

## Historie
Pozdně gotický kostel Panny Marie byl postaven u přísečnického náměstí v roce 1583 a původně sloužil protestantům. Převzal funkci farního kostela po starším kostelu svatého Mikuláše, který byl od té doby kostelem hřbitovním. V letech 1759–1767 byl přestavěn v barokním slohu, ale menší úpravy probíhaly i následujících staletích. Zbořen byl před rokem 1974 kvůli výstavbě vodní nádrže Přísečnice, přestože stál mimo zatopené území. Krátce před demolicí v kostele proběhl archeologický výzkum.

## Stavební podoba
Jednolodní kostel měl obdélný půdorys s polygonálním presbytářem. Po severní straně stála hranolová věž s polygonálním patrem, v jejímž přízemí se nacházela sakristie a nad ní oratoř. K protější straně se přikládala drobná polygonální kaple a před západní průčelí předstupovala předsíň. Interiér osvětlovala hrotitá okna bez kružeb umístěná mezi odstupňované opěráky. V lodi zaklenuté plackovou klenbou se nacházela tribuna a barokní kruchta na dvou pilířích. Závěr kostela byl zaklenutý valenou klenbou.

## Zařízení
Většina zařízení v klasicistním stylu pocházela z konce osmnáctého století. Hlavní baldachýnový oltář zdobily čtyři rokokové sochy evangelistů a socha svatého Mikuláše z doby okolo roku 1740.